# Liste des distinctions de 2PM
Cet article est la liste des récompenses et des nominations de 2PM.
2PM (투피엠) est un boys band sud-coréen formé en 2008 par la JYP Entertainment, l'une des trois maisons de production les plus importantes de Corée. Le groupe est composé de Jun. K (anciennement connu comme Junsu), Nichkhun, Taecyeon, Wooyoung, Junho et Chansung.

## En Corée

### Cyworld Digital Music Awards
| Année | Travail nommé       | Titre                           | Résultat |
| ----- | ------------------- | ------------------------------- | -------- |
| 2008  | 10 Points Out of 10 | Rookie of the Month (septembre) | Lauréat  |
| 2010  | Heartbeat           | Bonsang Award                   | Lauréat  |

### Asia Song Festival
| Année | Travail nommé | Titre                  | Résultat |
| ----- | ------------- | ---------------------- | -------- |
| 2008  | 2PM           | Asian Newcomer's Award | Lauréat  |

### Golden Disk Awards
| Année | Travail nommé        | Titre                         | Résultat   |
| ----- | -------------------- | ----------------------------- | ---------- |
| 2009  | 1st Album: 01:59PM   | Disk Bonsang Award            | Lauréat    |
| 2009  | Again & Again        | Digital Bonsang Award         | Nomination |
| 2009  | 2PM                  | Samsung YEPP Popularity Award | Nomination |
| 2010  | I'll Be Back         | Digital Bonsang Award         | Nomination |
| 2010  | I'll Be Back         | Popularity Award              | Nomination |
| 2011  | 2nd Album: Hands Up  | Disk Bonsang Award            | Nomination |
| 2011  | 2nd Album: Hands Up  | Digital Bonsang Award         | Nomination |
| 2011  | 2nd Album: Hands Up  | Popularity Award              | Nomination |
| 2013  | 3rd Album: Grown     | Digital Bonsang Award         | Nomination |
| 2013  | 3rd Album: Grown     | Popularity Award              | Nomination |
| 2014  | 4th Album: Go Crazy! | Disk Bonsang Award            | Nomination |

### Seoul Music Awards
| Année | Travail nommé | Titre            | Résultat   |
| ----- | ------------- | ---------------- | ---------- |
| 2010  | 2PM           | Popularity Award | Lauréat    |
| 2010  | 2PM           | Bonsang Award    | Lauréat    |
| 2013  | 2PM           | Bonsang Award    | Nomination |
| 2013  | 2PM           | Popularity Award | Nomination |
| 2014  | 2PM           | Bonsang Award    | Nomination |
| 2014  | 2PM           | Popularity Award | Nomination |
| 2014  | 2PM           | Hallyu Award     | Nomination |

### Melon Music Awards
| Année | Travail nommé | Titre            | Résultat   |
| ----- | ------------- | ---------------- | ---------- |
| 2009  | 2PM           | 2009 Top 10      | Lauréat    |
| 2010  | 2PM           | 2010 Top 10      | Lauréat    |
| 2011  | 2PM           | 2011 Top 10      | Nomination |
| 2011  | 2PM           | Popularity       | Nomination |
| 2011  | Hands Up      | Song of the Year | Nomination |
| 2011  | Hands Up      | Music Video      | Nomination |

### Mnet 20's Choice Awards
| Année | Travail nommé | Titre                                        | Résultat   |
| ----- | ------------- | -------------------------------------------- | ---------- |
| 2009  | 2PM           | HOT Performance Star                         | Lauréat    |
| 2009  | 2PM           | HOT Summer Heat Popularity                   | Lauréat    |
| 2010  | 2PM           | Daum’s Search Hot Star Award (Special Award) | Lauréat    |
| 2010  | 2PM           | Most Influential Stars                       | Lauréat    |
| 2011  | 2PM           | Hot Performance Star                         | Nomination |
| 2011  | 2PM           | Hot CF star                                  | Nomination |
| 2011  | 2PM           | Hot Hallyu star                              | Nomination |
| 2011  | 2PM           | Hot Balance star                             | Nomination |
| 2011  | Ok Taecyeon   | Best Sixpack                                 | Nomination |
| 2013  | 2PM           | 20’s Mwave Global Star                       | Nomination |

### KBS Music Festival
| Année | Travail nommé | Titre            | Résultat |
| ----- | ------------- | ---------------- | -------- |
| 2009  | Again & Again | Song Of The Year | Lauréat  |

### Mnet Asian Music Awards
| Année | Travail nommé    | Titre                           | Résultat   |
| ----- | ---------------- | ------------------------------- | ---------- |
| 2008  | "10 Out of 10"   | Best New Male Artist            | Nomination |
| 2008  | "10 Out of 10"   | Artist of the Year              | Nomination |
| 2008  | "10 Out of 10"   | Song of the Year                | Nomination |
| 2009  | "Again & Again", | Best Male Group                 | Lauréat    |
| 2009  | "Again & Again", | Artist of the Year              | Lauréat    |
| 2009  | "Again & Again", | Best Dance Performance          | Nomination |
| 2010  | 2PM              | Best Male Group                 | Lauréat    |
| 2010  | 2PM              | The Shilla Duty Free Asian Wave | Lauréat    |
| 2010  | 2PM              | Artist of the Year              | Nomination |
| 2010  | "I'll Be Back"   | Best Dance Performance          | Lauréat    |
| 2010  | "I'll Be Back"   | Song of the Year                | Nomination |
| 2011  | 2PM              | Best Male Group                 | Nomination |
| 2011  | 2PM              | Artist of the Year              | Nomination |
| 2011  | 2PM              | Singapore's Choice Award        | Nomination |
| 2014  | Go Crazy!        | Best Music Video                | Lauréat    |

### Asia Model Festival Awards
| Année | Travail nommé | Titre                | Résultat |
| ----- | ------------- | -------------------- | -------- |
| 2010  | 2PM           | Popular Artist Award | Lauréat  |

### MTV Asia Awards
| Année | Travail nommé | Titre                 | Résultat |
| ----- | ------------- | --------------------- | -------- |
| 2010  | 2PM           | Best Popularity Award | Lauréat  |

### Style Icon Awards
| Année | Travail nommé | Titre             | Résultat |
| ----- | ------------- | ----------------- | -------- |
| 2010  | 2PM           | Male Singer Award | Lauréat  |

### Nickelodeon Korea Kids' Choice Awards
| Année | Travail nommé | Titre                | Résultat |
| ----- | ------------- | -------------------- | -------- |
| 2011  | 2PM           | Favorite Male Singer | Lauréat  |

### MBC Entertainment Awards
| Année | Travail nommé | Titre            | Résultat |
| ----- | ------------- | ---------------- | -------- |
| 2013  | 2PM           | Popularity Award | Lauréat  |

### SBS Music Festival
| Année | Travail nommé | Titre             | Résultat |
| ----- | ------------- | ----------------- | -------- |
| 2014  | 2PM           | Global Star Award | Lauréat  |

## En Chine

### Mandarin Music Honors Awards
| Année | Travail nommé | Titre                           | Résultat |
| ----- | ------------- | ------------------------------- | -------- |
| 2010  | 2PM           | Most Popular Asian Singer Award | Lauréat  |

### Global Chinese Music Awards
| Année | Travail nommé | Titre                  | Résultat   |
| ----- | ------------- | ---------------------- | ---------- |
| 2015  | 2PM           | The Most Popular Group | En attente |

## Au Japon

### Japan Gold Disc Award
| Année | Travail nommé | Titre                         | Résultat |
| ----- | ------------- | ----------------------------- | -------- |
| 2012  | 2PM           | The Best 3 New Artists (Asie) | Lauréat  |
| 2012  | 2PM           | New Artist of the Year (Asie) | Lauréat  |

### MTV Video Music Awards Japan
| Année | Travail nommé | Titre                  | Résultat |
| ----- | ------------- | ---------------------- | -------- |
| 2012  | 2PM           | Best Group Video       | Lauréat  |
| 2013  | 2PM           | Best Album of The Year | Lauréat  |

### JpopAsia Music Awards 2014
| Année | Travail nommé | Titre             | Résultat    |
| ----- | ------------- | ----------------- | ----------- |
| 2015  | 2PM           | Best Social Media | Position #3 |

## À Hong Kong

### RTHK International Pop Poll Awards
| Année | Travail nommé | Titre               | Résultat |
| ----- | ------------- | ------------------- | -------- |
| 2012  | 2PM           | Top New Act (Japon) | Lauréat  |

## À l'international

### World Music Awards
| Année | Travail nommé | Titre                       | Résultat   |
| ----- | ------------- | --------------------------- | ---------- |
| 2013  | 2PM           | Best Group                  | Nomination |
| 2014  | 2PM           | Best Group                  | Nomination |
| 2014  | 2PM           | Best Live Act               | Nomination |
| 2014  | 2PM           | Best Album (Genesis of 2PM) | Nomination |

### TVCF Awards
| Année | Travail nommé | Titre                | Résultat   |
| ----- | ------------- | -------------------- | ---------- |
| 2011  | 2PM           | CF Model of the Year | Nomination |
| 2011  | Nichkhun      | CF Model of the Year | Nomination |
| 2012  | 2PM           | CF Model of the Year | Nomination |
| 2012  | Nichkhun      | CF Model of the Year | Nomination |

### SBS MTV Best of Best
| Année | Travail nommé | Titre                  | Résultat   |
| ----- | ------------- | ---------------------- | ---------- |
| 2011  | 2PM           | Best Male Group        | Nomination |
| 2014  | 2PM           | Best Dance Music Video | Nomination |

### MTV Italy Awards
| Année | Travail nommé | Titre                      | Résultat   |
| ----- | ------------- | -------------------------- | ---------- |
| 2014  | 2PM           | Best Artist from the World | Nomination |

### Thailand Pop Music Award
| Année | Travail nommé | Titre | Résultat |
| ----- | ------------- | ----- | -------- |
| 2009  | 2PM           | N/A   | Lauréat  |

### Korean Culture & Entertainment Awards
| Année | Travail nommé | Titre | Résultat   |
| ----- | ------------- | ----- | ---------- |
| 2013  | 2PM           | N/A   | Nomination |

### Billboard JAPAN Music Awards
| Année | Travail nommé | Titre                      | Résultat   |
| ----- | ------------- | -------------------------- | ---------- |
| 2013  | 2PM           | Excellent Pop Artist Award | Nomination |

### Gaon Weibo Chart Awards
| Année | Travail nommé     | Titre             | Résultat   |
| ----- | ----------------- | ----------------- | ---------- |
| 2014  | 2PM               | K-POP Group Award | Nomination |
| 2014  | Nichkhun&Chansung | Social Star Award | Nomination |